# Municipalità distrettuale di Amatole
La municipalità distrettuale di Amathole (in inglese Amathole District Municipality) è un distretto della provincia del Capo Orientale  e il suo codice di distretto è DC12.
La sede amministrativa e legislativa è la città di East London e il suo territorio si estende su una superficie di 23 577 km².

## Geografia fisica

### Confini
La municipalità distrettuale di Amathole confina a nord con quelle di Chris Hani e O. R. Tambo, a est e a sud con l'Oceano Indiano e a ovest con quella di Sarah Baartman.

### Suddivisione amministrativa
Il distretto è suddiviso in 8 municipalità locali:
- Amahlathi
- Great Kei
- Mbhashe
- Mnquma
- Ngqushwa
- Nkonkobe
- Nxuba